# Ljungsäters sjukhus
Ljungsäters sjukhus (även Ljungsäters kustsanatorium) var en tuberkulosanstalt, främst för barn, belägen i Ljunghusen i dagens Vellinge kommun.

## Historia
Malmöhus läns landsting lät 1921 bygga ett sanatorium för tuberkulossjuka i Ljunghusen på Falsterbonäset. Sjukhuset kunde ta emot 110 patienter, med tiden främst barn med körteltuberkulos, och hade 20 anställda, varav de flesta kom från Lunds lasarett.
Sjukhuset hade en egen 600-mm smalspårsjärnväg för att transportera patienterna ner till den närbelägna östersjöstranden.
När Falsterbokanalen skulle byggas 1940, stängdes sjukhuset. Kanalen skulle dras rakt genom sjuksalarna. De flesta paviljongerna såldes som sommarvillor. Även det lokala vattentornet fungerar som sommarbostad. Administrationsbyggnaden på Ljungsätersvägen lämnades kvar och fungerar även den som sommarvilla, dock i nedgånget skick, enligt lokalhistorikern Christian Kindblad 2008.

### Fotnoter
1. ↑  
Christian, Kindblad. ”Ljunghusen”. Skånska vattentornssällskapet. https://eber.se/arkiv/gast/christian-kindblad.htm. Läst 14 maj 2009.  ”Landstinget i Lund köpte 1921 in gården Ljungsäter i Ljunghusen söder om Malmö för att där anlägga ett sanatorium för tuberkulospatienter. Byggmästare Anders Hansson från Höllviken anlitades att uppföra ett antal paviljonger med sjuksalar, personalrum, gymnastiksal, separata hus för kök, matsal och administrationsbyggnad samt ett vattentorn. Sjukhuset kunde ta emot upp till 110 patienter.”
2. ↑  ”Ljungsäters Sanatorium”. Skånska Sanatorier. Sydsvenska Medicinhistoriska Sällskapet. http://www.medicinhistoriskasyd.se/Bildspel/Sanatorier/SanatSet03.03_Ljngstr.html. Läst 15 mars 2025.  ”Sjukhuset hade en egen 600mm smalspårig järnväg för att transportera patienterna ner till den närbelägna stranden, en s.k. decauvillebana. Tågsätten bestod av enkla trallor som man satte bänkar på. Sängliggande patienter (i gipsvagga, t.ex.) lades på bårar på trallorna. Tågen drogs av ett bensindrivet Austro-Daimler-lok typ AD 6 på 6 hästkrafter.”
3. 1 2  
Christian, Kindblad. ”Ljunghusen”. Skånska vattentornssällskapet. https://eber.se/arkiv/gast/christian-kindblad.htm. Läst 15 mars 2025.  ”Idag står administrationsbyggnaden kvar som sommarvilla, men är i dåligt skick. Vattentornet har däremot underhållits och fungerar nu även det som sommarbostad.”
4. ↑  Dufberg, Lars; Persson Åsa (1996). ”Ljungsätersvägen”. Förklaringar till vägnamnen inom Höllviken, Kämpinge och Ljunghusen. Vellinge: Stadsbyggnadskontoret. Libris 2191298